# Dubieuze debiteur
Dubieuze debiteuren zijn in de boekhouding klanten die op rekening gekocht hebben, maar van wie het twijfelachtig is of ze ooit nog hun factuur zullen betalen. De overboeking van gewone debiteuren naar dubieuze debiteuren moet in de administratie worden doorgevoerd op het moment dat er vastgesteld wordt dat er problemen zullen optreden bij de inning van de vordering. De door te voeren boeking in het grootboek is: 

4xxxx Dotatie voorziening Dubieuze debiteuren
 aan 12xxx Voorziening Dubieuze debiteuren

waarin 4xxxx en 12xxx grootboekrekeningnummers zijn.

Wanneer blijkt dat de vorderingen in hun geheel niet meer betaald gaan worden, dan valt de voorziening vrij ten opzichte van de debiteurenstand. 

Daarnaast wordt de afgedragen BTW gecorrigeerd.

De boeking die hierbij hoort komt er als volgt uit te zien:

12xxx Voorziening Dubieuze debiteuren

2xxx BTW af te dragen

aan 12xxx Debiteuren